# عارف جعفری
عارف جعفری (متولد ۱۳۵۳ در باغچار) شاعر و خواننده اهل افغانستان است.
وی از بنیان‌گذاران خانه ادبیات افغانستان و عضو هیئت مدیره آن است. عضویت در دبیرخانه جشنواره ادبی قند پارسی، دبیرخانه سلسله همایش‌های نقد ادبی «شب‌های کابل» و شورای نویسندگان فصلنامه «فرخار» از دیگر فعالیت‌های ادبی عارف جعفری به‌شمار می‌رود. از آثار ادبی عارف جعفری، می‌توان به کتاب «از جنس پریشانی» اشاره کرد.

## آلبوم‌ها
- صیاد
- رود
- صبا مزار میرم
- پرواز
- تا آنسوی سمرقند